# 인공생식
인공생식 또는 인공번식(Artificial reproduction)은 자연적인 수단이나 자연적인 원인 이외의 방법으로 생명을 재창조하는 것이다. 여기에는 인간의 계획과 프로젝트에 따라 새로운 생명을 건설하는 것을 포함한다. 예로는 인공 선택, 인공수정, 시험관 아기, 인공자궁, 인공 복제 및 운동학적 복제가 있다.
인공생식은 인공생명의 한 측면이다. 인공 생식은 자기생산적 능력에 따라 비보조 생식 기술과 보조생식기술의 두 가지로 분류된다.
식물의 줄기를 잘라 퇴비에 넣는 것은 보조 인공 번식의 한 형태이고, 제노봇(xenobot)은 보다 자율적인 번식 유형의 예이며, 영화 매트릭스에 등장하는 인공 자궁은 보조를 받지 않는 가상 기술을 보여준다. 인공생식이라는 아이디어는 다양한 기술로 이어졌다.

## 신학
인간은 아주 먼 옛날부터 생명을 창조하고 싶어 했다. 대부분의 신학과 종교는 이러한 가능성을 신들에게만 국한된 것으로 생각했다. 기독교는 대부분의 경우 인공 생식의 가능성을 이단적이고 죄악으로 간주한다.

## 같이 보기
- 남성 임신
- 인공자궁
- 시험관 아기
- 수정 (생물학)
- 임신
- 제노봇